# Lennart Wickström
Lennart Oscar Wickström, född 3 juni 1928 i Klara församling, Stockholm, död 22 september 2014 i Högalids församling, Stockholm, var en svensk konstnär och yrkesmålare.
Han var son till byggnadsarbetaren Oscar Wickström och Tora Lövgren och från 1955 gift med Gun Berglund. Wickström började sin utbildning till yrkesmålare som lärling hos en mästare och studerade senare vid Stockholms yrkesskola 1943–1946. Som konstnär var han huvudsakligen autodidakt med undantag av några krokikurser i Arbetarnas bildningsförbunds regi och några dags- och kvällskurser vid Tekniska skolan i Stockholm. Han arbetade periodvis som yrkesmålare och periodvis med fri konstnärlig verksamhet. Han medverkade i HSB:s utställning God konst i alla hem och  Stockholmssalongerna på Liljevalchs konsthall samt samlingsutställningar i Farsta. Han konst bestod till en början av realistiska stadsmotiv från Stockholm men han övergick i slutet av 1950-talet till ett mer nonfigurativt måleri. Wickström är representerad vid Farsta församlingshem. Han är gravsatt i minneslunden på Skogskyrkogården i Stockholm.